# Heinrich Gerland

Heinrich Gerland

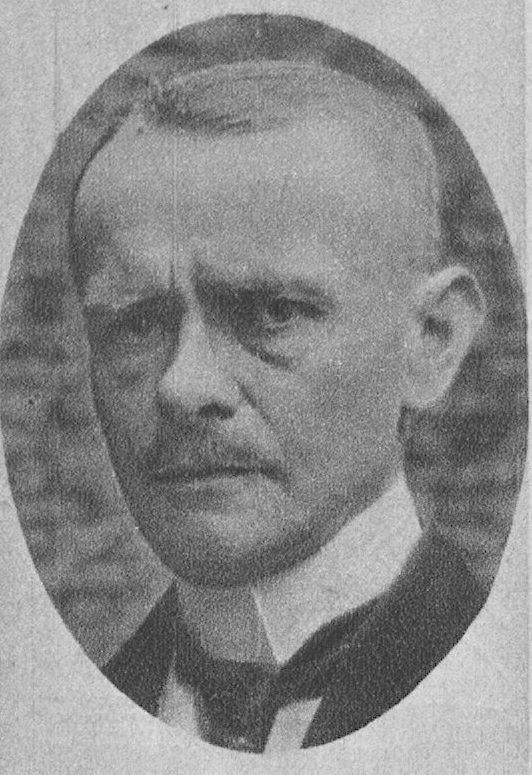
Heinrich Gerland, um 1924

Heinrich Ernst Karl Balthasar Gerland (* 3. April 1874 in Halle an der Saale; † 28. Dezember 1944 in Jena) war ein deutscher Rechtswissenschaftler, Hochschullehrer und Politiker (DDP, DVP).

## Leben und Wirken

### Kaiserreich (1874–1919)
Heinrich Gerland wurde 1874 als Sohn des Geografen Georg Gerland und seiner Ehefrau Wilhelmine (1838–1885), geborene Henke, geboren. Sein Großvater mütterlicherseits war der Theologe Ernst Henke (1804–1872), Großvater väterlicherseits ein kurhessischer Generalmajor (1795–1861). Ein Bruder seines Vaters war der Physikhistoriker Anton Gerland, ein Cousin der Historiker Ernst Gerland.
Nach der Berufung seines Vaters zum Professor für Geographie an der Universität Straßburg im Jahr 1875 verbrachte Gerland den Großteil seiner Jugend im Elsass, wo er unter anderem Walter Kisch kennenlernte. Nach dem Abitur, das Gerland an einem protestantischen Gymnasium seiner Heimatstadt ablegte, studierte er von 1893 bis 1896 Rechtswissenschaften an der dortigen Universität sowie an der Friedrich-Wilhelms-Universität zu Berlin. 1896 legte er die erste juristische Staatsprüfung in Colmar ab. 1901 wurde er in Straßburg zum Dr. jur. promoviert. Ein Jahr später habilitierte er in Jena für Straf- und Prozeßrecht. 1903 folgte die zweite juristische Staatsprüfung.
Seit 1906 lehrte er als außerordentlicher Professor an der Universität Jena. Rufe nach Basel und Köln lehnte er ab.
Ebenfalls 1906 heiratete Gerland Eva Schott (* 1887, eine Tochter des Glasindustriellen Otto Schott). Die Ehe blieb kinderlos. Bald nach seiner Eheschließung ging Gerland bis 1907 ein Jahr lang nach England, um das dortige Rechtssystem zu studieren.
1910 wurde Gerland ordentlicher Professor in Jena. Von 1910 bis 1920 amtierte er zugleich als Oberlandesgerichtsrat am Oberlandesgericht in Jena. Im Sommersemester 1925 und dem Wintersemester 1925/26 war er Rektor und weihte als solcher die Gefallenentafel als Kriegerdenkmal der Universität ein.
Während des Ersten Weltkriegs war Gerland von 1914 bis 1918 im Rang eines Oberleutnants – später eines Hauptmanns der Landwehr – im Großen Hauptquartier tätig. Aufgaben, die ihm dort zufielen, waren die Inspektion der Kraftfahrttruppen sowie die Verwaltung des Kraftwagenparks des Großen Hauptquartiers. Daneben gehörte er dem Landsturmbataillon Weimar an.
Nach dem Zusammenbruch des Kaiserreiches im November 1918 setzte Gerland sein starkes politisches Interesse dadurch in die Tat um, dass er sich auf publizistischem Wege, durch politische Artikel in Zeitungen und Zeitschriften, in die Tagespolitik einschaltete.

### Weimarer Republik und Zeit des Nationalsozialismus (1919–1944)
Nach dem Krieg beteiligte Gerland sich an der Gründung der Deutschen Demokratischen Partei (DDP), deren stellvertretender Vorsitzender er wurde. 1920 trat er von seiner Stelle als Oberlandesgerichtsrat zurück. Bei der Reichstagswahl vom Mai 1924 wurde Gerland in den Reichstag gewählt, in dem er bis zum Dezember desselben Jahres den Wahlkreis 12 (Thüringen) vertrat. Noch im selben Jahr verließ er die DDP, um sich der weiter rechts stehenden Deutschen Volkspartei (DVP) anzuschließen.
Nach 1933 wurde Gerland politische Tätigkeit durch das nationalsozialistische Regime untersagt. Unmittelbar nach der Vollendung seines 65. Lebensjahrs wurde er am 1. Oktober 1939 emeritiert. In der Zeit des Zweiten Weltkrieges nahm er am Widerstand der Neubauer-Poser-Gruppe in Jena teil. Er starb wenige Monate vor Ende des Zweiten Weltkriegs in Jena.
Gerlands Nachlass lagert heute im Bundesarchiv in Koblenz. Teile seiner politischen und privaten Korrespondenz finden sich sowohl in den Handschriften und Sondersammlungen der Thüringer Universitäts- und Landesbibliothek sowie dem Universitätsarchiv in Jena.
Gerland veröffentlichte ferner eine Reihe von Monographien und Abhandlungen zu Themen des Straf- und Prozessrechtes, zur Allgemeinen Rechtswissenschaft und zum englischen Recht im Vergleich zum deutschen.

## Schriften (Auswahl)
- Die Geldfälscherdelikte des deutschen Strafgesetzbuches. Stuttgart 1901 (Straßburg i. E., Univ., Diss., 1901).
- Systematische Stellung des Privatklageverfahrens im Strafprocess: eine kritische Studie. Union Deutsche Verlagsgesellschaft, Stuttgart 1901.
- Die englische Gerichtsverfassung in ihrer gegenwärtigen Entwicklung und die deutsche Gerichtsreform: ein Vortrag gehalten in der juristischen Gesellschaft zu Berlin. Curtius, Berlin 1908 (Berliner Vorträge; 3).
- Die Einwirkung des Richters auf die Rechtsentwicklung in England. Rothschild, Berlin u. a. 1910 (Zivilprozeßrechtliche Forschungen; 6) (Digitalisat).
- Die Reform des juristischen Studiums. Marcus & Weber, Berlin 1911 (Digitalisat).
- Die Kontrolversammlungen und der § 38 B 1 des Reichsmilitärgesetzes. Mohr, Tübingen 1914 (Recht und Staat in Geschichte und Gegenwart; 5).
- Vom Sinn und Gegensinn des Lebens. Diederichs, Jena 1914.
- Grundfragen des Strafrechts. 4 Frontvorlesungen. Vahlen, Berlin 1918.
- Die Mitwirkung der Räte an der Gesetzgebung. Demokratischer Verlag, Berlin-Zehlendorf 1919 (Digitalisat).
- Kritische Bemerkungen zum Allgemeinen Teil des Strafgesetzentwurfes 1919. Mohr, Tübingen 1921.
- Deutsches Reichsstrafrecht. de Gruyter, Berlin 1922 (Grundrisse der Rechtswissenschaft; 16).
- Der Entwurf 1925: allgemeiner Teil; kritische Bemerkungen. de Gruyter, Berlin 1925.
- Der deutsche Strafprozess. Bensheimer, Mannheim u. a. 1927.
- Die Beziehungen zwischen dem Parlament und den Gerichten in England: eine rechtsvergleichende Studie. de Gruyter, Berlin 1928 (Beiträge zum ausländischen öffentlichen Recht und Völkerrecht; 10).
- Probleme des englischen Rechtslebens: insbesondere das Praecedentiensystem und die Aufstellung von Verfahrensvorschriften; zugleich ein Beitrag zur Rationalisierung der Gesetzgebung. Quelle & Meyer, Leipzig 1929 (Schriftenreihe / Weltwirtschaftliche Gesellschaft zu Münster i. W.; 21) (Digitalisat).
- Die Problematik der gegenwärtigen Reformlage im Rechtsstudium an den deutschen Hochschulen. Hirschfeld, Leipzig 1931.
- Der Rechtsschutz gegen politische Unehrlichkeit. Liebmann, Berlin 1931 (Werdendes Recht; 3).
- Schiller und das Recht: Rede bei der von der Universität Jena veranstalteten Feier des Jahrestages der Gründung des Deutschen Reiches gehalten am 18. Januar 1933. Gustav Fischer, Jena 1933 (Jenaer akademische Reden; 16).

## Bildmaterial
- Kohlezeichnung von Georg Sauter, 1923 im Besitz der Universität Jena.